# الئونورا روسی دراگو
الئونورا روسی دراگو (ایتالیایی: Eleonora Rossi Drago؛ ‏ ۲۳ سپتامبر ۱۹۲۵ – ۲ دسامبر ۲۰۰۷) بازیگر اهل ایتالیا بود.
از فیلم‌هایی که وی در آن نقش داشته‌است، می‌توان به کمیل ۲۰۰۰، راز لباس سرخ، حقایق قتل، دوریان گری، کتاب مقدس، کلبه عمو تام، بیا درباره زن‌ها حرف بزنیم، عشق و ازدواج، زنی تنها و نعلبکی بال‌دار اشاره کرد.